# メタメリズム
「メタメリズム」は、 伊藤かな恵の4枚目のシングル。2010年11月26日にMellow Headから発売された。

## 概要
前作「いじわるな恋」から約2か月ぶりのリリースであり、2010年2作目のシングル。本作と次作「つまさきだち」はMellowHeadレーベルでの発売となる。発売日は自身の誕生日にあわせたもの。表題曲「メタメリズム」は、テレビアニメ『侵略!イカ娘』エンディングテーマになっており、編曲をmarbleが手掛けている。作詞・作曲を担当したアツミサオリは後に、2013年発売のアルバム「ミラキュラスハプニング」にて、セルフカバー。
先に発売された3作品と違い、本作はMusic Clipを収録したCD+DVDの仕様になっている。

## 収録曲
（全作詞：アツミサオリ）
1. メタメリズム [4:44] 
作曲：アツミサオリ、編曲：marble、ストリングスアレンジ：菊谷知樹
  - テレビアニメ『侵略!イカ娘』エンディングテーマ
2. 君がいれば [4:57] 
作曲・編曲：渡辺拓也
3. メタメリズム （off vocal）
4. 君がいれば （off vocal）

DVD
1. メタメリズム（Music Clip）

## 収録アルバム
| 曲名         | アルバム       | 発売日         |
| ------------ | -------------- | -------------- |
| メタメリズム | ココロケシキ   | 2011年11月23日 |
| 君がいれば   | カナエルケシキ | 2019年8月28日  |